# Jamie Oliver (músico)
Richard James "Jamie" Oliver (Pontypridd, Gales, 16 de julio de 1975) es un artista de rock británico, originario de Gales; conocido por ser miembro de Lostprophets entre el 2000 y 2012 y en No Devotion entre el 2014 y 2017.

## Discografía

### con Lostprophets
- Thefakesoundofprogress (versión remasterizada) (2001)
- Start Something (2004)
- Liberation Transmission (2006)
- The Betrayed (2010)
- Weapons (2012)

### con No Devotion
- Permanence (2015)